# Глостер (Луїзіана)
Глостер (англ. Gloster) — переписна місцевість (CDP) в США, в окрузі Де-Сото штату Луїзіана. Населення — 53 особи (2020).

## Географія
Глостер розташований за координатами 32°11′25″ пн. ш. 93°48′17″ зх. д. / 32.19028° пн. ш. 93.80472° зх. д. (32.190384, -93.804695).  За даними Бюро перепису населення США в 2010 році переписна місцевість мала площу 3,30 км², з яких 3,26 км² — суходіл та 0,04 км² — водойми.

## Демографія
Згідно з переписом 2010 року, у переписній місцевості мешкали 94 особи в 41 домогосподарстві у складі 22 родин. Густота населення становила 28 осіб/км².  Було 44 помешкання (13/км²).
Расовий склад населення:
| - 74,5 % — білих - 24,5 % — чорних або афроамериканців |

До двох чи більше рас належало 1,1 %. Частка іспаномовних становила 13,8 % від усіх жителів.
За віковим діапазоном населення розподілялося таким чином: 20,2 % — особи молодші 18 років, 62,8 % — особи у віці 18—64 років, 17,0 % — особи у віці 65 років та старші. Медіана віку мешканця становила 44,5 року. На 100 осіб жіночої статі у переписній місцевості припадало 88,0 чоловіків;  на 100 жінок у віці від 18 років та старших — 87,5 чоловіків також старших 18 років.
Цивільне працевлаштоване населення становило 75 осіб. Основні галузі зайнятості: науковці, спеціалісти, менеджери — 61,3 %, освіта, охорона здоров'я та соціальна допомога — 38,7 %.